# Bærkogle
En bærkogle er en kogle, hvor kogleskællene er omdannede til et mere eller mindre saftigt hylster for frøene. Denne specialisering er en tilpasning til fuglespredning af frøene, og ses bl.a. hos Enebær (Juniperus).